# HD 14890
HD 14890，又名CD-38 797，SAO 193679、HR 700，是一颗恒星，视星等为6.53，位于銀經247.15，銀緯-68.09，其B1900.0坐标为赤經2h 18m 59.1s，赤緯-38° -68.09′ 48″。